# Lilastiel-Rötelritterling
Der Lilastiel- oder Maskierte Rötelritterling (Collybia personata, Syn.: Lepista saeva, Lepista personata; Clitocybe saeva) ist eine Pilzart aus der Familie der Ritterlingsverwandten (Tricholomataceae). Der Pilz wächst gewöhnlich an grasigen Standorten und ist in ganz Europa verbreitet. Äußerlich ähnelt er dem Violetten Rötelritterling (Collybia nuda), hat aber keinen farbigen Hut. Der Lilastiel-Rötelritterling wurde von der Deutschen Gesellschaft für Mykologie zum Pilz des Jahres 2016 ernannt.

## Merkmale

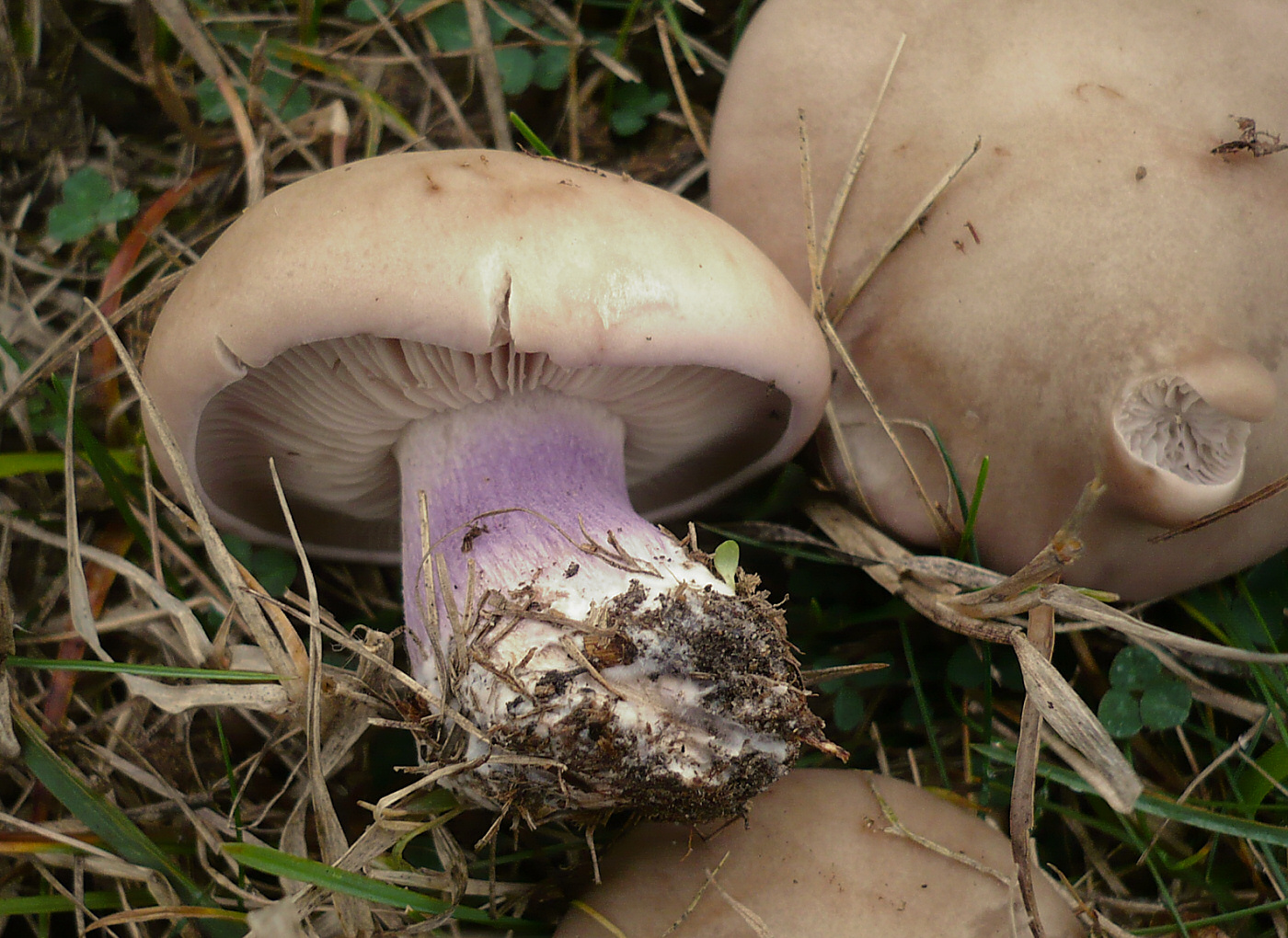
Junger Fruchtkörper des Lilastiel-Rötelritterlings

### Makroskopische Merkmale
Der Hut ist 5–15 cm breit, zuerst halbkugelig oder gewölbt und mit fortschreitendem Alter fast flach ausgebreitet. Er ist blassgrau, ockergrau, blassbräunlich und alt graubraun gefärbt. Der Hut hat eine glatte, matte, feucht glänzende und sich fettig anzufühlende Oberfläche, die oft ein wenig hygrophan ist. Der Hutrand ist anfangs eingerollt oder eingebogen und später, wenn der Pilz sich ausgebreitet hat, mehr oder weniger scharf.
Auf der Unterseite des Hutes befinden sich die eng stehenden, cremefarbenen bis hellbraunen oder -grauen Lamellen, die am Stiel ausgebuchtet angewachsen oder freistehend sind. Bisweilen haben sie einen rosa- oder lilafarbenen Reflex. Die Lamellenschneiden sind glatt oder leicht wellig und das Sporenpulver ist blassrosa.
Der Stiel ist meist kräftig lila oder violett gefärbt, ältere Exemplare können aber verblassen. Die Stieloberfläche ist auffallend längsrissig-fasrig. Der 6–7 cm hohe und 2,5–3 cm dicke, unberingte Stiel ist zylindrisch und hat manchmal eine mehr oder weniger knollige oder konische Basis.
Das weiße bis bleiche Fleisch ist dick, fest und beim Schneiden zerbrechlich. Es riecht nur schwach und hat einen milden, nussartigen Geschmack.

### Mikroskopische Merkmale
Unter einem Lichtmikroskop erscheinen die Sporen hyalin bis rosa, ellipsoid geformt und mit feinen Warzen. Die Sporen-Maße sind 6 bis 8 auf 4 bis 5 Mikrometer.

## Artabgrenzung
Der typische Doppelgänger des Lilastiel-Rötelritterling ist der Violette Rötelritterling (Collybia nuda). Dieser ist meist in allen Teilen kräftig violett gefärbt und besitzt einen auffälligen würzigen Geruch, während der Lilastiel-Rötelritterling nur schwach riecht und neutral schmeckt. Außerdem unterscheiden sich die beiden Rötelritterlinge durch ihren Standort.

## Verbreitung und Ökologie
Der Lilastiel-Rötelritterling besiedelt offene Grasflächen und Weiden, kann aber auch in Parks, auf Waldlichtungen und an Waldrändern angetroffen werden. Er unterscheidet sich damit zusätzlich vom Violetten Rötelritterling (Lepista nuda), der gewöhnlich nur in Wäldern zu finden ist. Der Lilastiel-Rötelritterling fruchtet gesellig und wächst oft in Reihen oder bildet ausgeprägte Hexenringe. Der Pilz fruktifiziert vom Sommer bis Anfang Winter. Haupterscheinungszeit ist erst im Spätherbst,  vom Oktober bis in den Dezember hinein, wobei überständige Fruchtkörper auch schon mal über den Jahreswechsel hinaus gefunden werden können.
Die Art ist in Europa weit verbreitet, aber nicht häufig. Der Verbreitungsschwerpunkt liegt in Deutschland. Daher wird der Lilastiel-Rötelritterling von der Deutschen Gesellschaft für Mykologie (DGfM) zu den Verantwortungsarten bei Großpilzen in Deutschland gezählt. Es gibt auch Nachweise aus Nordamerika, wo die Art angeblich in Kalifornien gefunden wurde.

## Systematik und Taxonomie
Die Art wurde ursprünglich 1818 von Elias Magnus Fries als Agaricus personatus beschrieben. Mordecai Cubitt Cooke stellte ihn 1871 in die Gattung Lepista und gab ihm den Namen Lepista personata. Es folgten weitere Namen, nämlich 1960 Lepista saeva von P. D. Orton und 1969 Clitocybe saeva von H. E. Bigelow & A. H. Smith, wovon letzterer den Pilz der größeren Gattung der Trichterlinge (Clitocybe) zuordnet. Das Art-Epitheton „sævus“ ist im Latein ein Adjektiv, das „grimmig“, „schrecklich“, „wütend“, „wild“ oder „heftig“ bedeutet. Desgleichen ist „personatus“ ein Partizip, das „maskiert“ oder „verkleidet“ bedeutet.
Eine Studie aus dem Jahr 2023 ordnet die Art wie andere ehemalige Rötelritterlinge und Trichterlinge auf der Grundlage phylogenetischer Analysen der Gattung Collybia zu.

## Bedeutung
Lilastiel-Rötelritterlinge werden gemeinhin als essbar angesehen, sind aber auch für das Auslösen von Allergien bei empfindlichen Personen bekannt. Der Rohgenuss bietet sich wegen der Gefahr einer Hämolyse nicht an, wobei aber auch allergische Reaktionen auf gekochte Lilastiel- oder Violette Rötelritterlinge bekannt sind.
Lilastiel-Rötelritterlinge sind oft von Fliegenlarven befallen und nicht gut lagerfähig; sie sollten daher bald nach dem Sammeln verbraucht werden. Sie sind auch sehr porig und sollten daher am besten an einem trockenen Tag gesammelt werden.
Lilastiel-Rötelritterlinge werden als ausgezeichnete Speisepilze angesehen. Sie können als Pilzgemüse, Cremesauce oder in Butter sautiert gegessen oder wie Kutteln sowie als Omelettfüllung zubereitet werden.